# Xian de Xihe
Pour les articles homonymes, voir Xihe.
Le xian de Xihe (西和县 ; pinyin : Xīhé Xiàn) est un district administratif de la province du Gansu en Chine. Il est placé sous la juridiction de la ville-préfecture de Longnan.

## Démographie
La population du district était de 362 640 habitants en 1999.